# エーデルワイス (製菓業)
株式会社エーデルワイス（英: EDELWEISS Co.,Ltd.）は、兵庫県神戸市中央区三宮に本社を置く日本の洋菓子・パンの製造・販売会社。

## 概要
沖縄県・石垣島（現在の石垣市）出身の比屋根毅が、大阪府内での菓子製造会社での修業などを経て、1966年に兵庫県尼崎市で創業。1976年に現在の本社へ移転した後も、尼崎市には工場や研究所などを併設した本部センターなどが現存する。
1971年から2003年までは、エーデルワイス ブランドの店舗をフランチャイズ方式で運営していた。2004年以降は、その名を会社と工場直営店の名称にとどめる一方で、高級化路線を推進。ヴィタメール、アンテノール、ル ビアン、ノワ・ドゥ・ブール、ビスキュイテリエ ブルトンヌといったブランドで店舗を展開している。
社名のエーデルワイスは、修業時代からの比屋根のモットーである「忍耐と信用」とエーデルワイス（セイヨウウスユキソウ）の花言葉（忍耐）に由来。「忍耐と信用」は社是になっている。
比屋根は菓子職人として多数の受賞歴（全国洋菓子技術コンテストにおける内閣総理大臣賞）を持つ一方で、当社の代表取締役会長時代に兵庫県洋菓子協会会長、日本洋菓子協会連合会副会長、尼崎商工会議所副会頭を兼務。2010年には、旭日双光章を受章している。後進の育成にも熱心で、当社の菓子職人を研修生として毎年ベルギーへ派遣しているほか、兵庫県洋菓子協会会長職への在任中（2002年 - 2016年）には協会内にも「海外研修制度」を創設。2012年には、ベルギーからレオポルド2世勲章コマンドゥール章を受けた。さらに、2020年に82歳で逝去する 直前まで、数百年前の洋菓子製造に関する器具や書物などを私財で収集。そのようなコレクションの一部は、本社内の洋菓子ミュージアムに展示されている。

## 歴史
※会社サイト および二次資料 より参照。
- 1966年  - 創業者・比屋根毅が尼崎市の商店街にエーデルワイス1号店をオープン。
- 1969年  - 株式会社エーデルワイスに改組、パンの製造・販売に着手。
- 1970年  - 尼崎市塚口町に、レストラン・喫茶店を併設した本店社屋を竣工。
- 1971年  - フランチャイズによるチェーン展開を開始。
- 1972年  - 尼崎市尾浜町に本部センターを竣工。
- 1976年  - 本社を神戸市に移転するとともに、社名をスイス菓子エーデルワイスに変更。
- 1977年  - スイス・シュプリングリ社へ技術者を派遣・研修を開始。
- 1978年  - 株式会社アンテノールを設立。1号店を神戸・北野町にオープン。
- 1982年  - 株式会社ル ビアンを設立。本部センター内にエーデルワイス中央研究所を開設。
- 1983年  - 東京都江東区に関東支社を新設するとともに、東京工場が完成。三越銀座店にアンテノールの首都圏1号店をオープン。
- 1989年  - ベルギーの高級洋菓子店ヴィタメールとの間で、日本国内における業務提携契約を締結。
- 1990年  - 株式会社ヴィタメール・ジャポンを設立。
- 1996年  - 社名を再び株式会社エーデルワイスに変更。
- 1998年 - ドイツ・デュッセルドルフの老舗菓子店ハイネマンとの間で、技術交流や技術者の派遣を開始。
- 2001年  - 株式会社名古屋アンテノールを設立[要出典]。
- 2002年  - 創業者の比屋根毅が会長に、長男の比屋根祥行が社長に就任。
- 2004年  - 関東本部を併設した新しい東京工場が竣工。
- 2007年  - ル ビアン関東工場が竣工。
- 2008年  - ル ビアン関西工場を伊丹市に移転。
- 2009年  - 本社新工場が竣工。本部センター内にエーデルワイス ミュージアムを開設。
- 2010年  - 大阪府・中央区にマルクト スイーツデザインマーケットをオープン。
- 2011年  - 大阪府北区にメンヒェングラードバッハ1号店をオープン。
- 2013年  - 株式会社アンテノールおよび株式会社ル ビアンを吸収合併。ただし、合併後もアンテノール ル ビアン両ブランドの展開を継続。
- 2014年9月1日  -  沖縄県の食品製造・販売企業オキコとの共同出資により、株式会社エーデルワイス沖縄を設立。本社をオキコの子会社内に置く。
- 2015年  -　沖縄県・那覇市にエーデルワイス沖縄本店、アンテノール沖縄1号店をオープン。
- 2016年3月29日  - 創業50周年。
- 2017年  - 四季菓子の店 HIBIKA1号店をオープン。エーデルワイス沖縄による初のブランド MAKE BAKE ℃1号店を沖縄県・うるま市にオープン。
- 2019年  - 沖縄の土産菓子専門店 Hanaha1号店を那覇空港内にオープン。

## ブランド
- エーデルワイス- 工場直営の尼崎店のみ営業中。
- アンテノール（ANTÉNOR）- 名称は、戦わずして市民に平和を導いたとされるギリシャ神話の知将の名前に由来[14]。もっとも、ブランドの創設当初は、比屋根が「戦いに挑んで勝利を得る」という思いを込めて描いた絵（槍を手にした勇者が馬に乗っている姿）をマークを用いていた。エーデルワイスのフランチャイズ撤退完了を機に、マークのイラストを一新。現在のマークには、馬に乗った女神が勝利の旗を掲げる姿が描かれている。関西圏・首都圏および愛知県・岡山県・福岡県・沖縄県へ出店中。
- ル ビアン（LE BIHAN）- 名称は、フランス・ブルターニュ地方で3代続くフランスパン職人の名前および、現地で1913年から営業しているベーカリーの店名に由来[15]。3代目職人のル・ビアン・ミッチェルによる指揮の下で、兵庫県・大阪府・東京都・千葉県内の一部百貨店（阪神梅田本店・神戸阪急・西武池袋本店・小田急新宿店など）や駅ビル・駅ナカ（シャポー船橋・エキュート日暮里など）へ出店[16]。
- ヴィタメール（WITTAMER）- ブリュッセルで1910年に創業したベルギー王室御用達の菓子店 ヴィタメール との業務提携によって、日本国内での販売権を獲得。
- ノワ・ドゥ・ブール（noix de beurre）- おいしさを生み出す原点であり続けたいという願いを込めながら、「小さなバターのかたまり」を意味するフランス語から命名[17]。焼きたてや作りたてにこだわったフランス風の焼き菓子専門店を、伊勢丹新宿店・三越日本橋店で展開。
- ビスキュイテリエ ブルトンヌ（BISCUITERIE BRETONNE）- ブルターニュ地方に伝わるレシピと、厳選した材料を用いたブルトンヌ（ブルターニュ風）の焼き菓子専門店を、阪急百貨店うめだ本店で展開。
- 四季菓子の店 HIBIKA（ひびか）- にっぽんの洋菓子[18] をコンセプトにした洋菓子専門店。全商品に日本語のネーミングを採用し、季節限定で提供している[19][20]。
- MAKE BAKE ℃（メイク・ベイク・ドシー）- 沖縄県内の総合スーパーで展開しているブランド。アメリカンテイストを店舗に取り入れており、店内設置のオーブンによる焼き立ての菓子を提供している[11]。
- Hanaha（ハナハ）- 沖縄の土産菓子専門店。2019年3月に那覇空港の連結際内連結ターミナルの開業に合わせて1号店をオープンし、その後は商業施設サンエー浦添西海岸 PARCO CITYに2号店を出店していた[21]。2020年6月に2店とも閉店したが、同ブランドの商品は会社サイトより通販で購入することができる[22]。

### 過去に展開していたブランド
- フェルツ（Felts）- JR東日本が運営する駅構内の商業施設エキュート日暮里およびエキュート赤羽に出店していたベーカリーカフェ[23]。店名はフランス語のFarine（小麦粉）、Eau（水）、Levure（酵母）、Technique（技術）、Sal（塩）の頭文字を組み合わせたかばん語で、「伝統の製法を守り、素材にこだわり、技を磨き続ける」という思いが込められている[24]。2020年現在、両店舗はそれぞれ上記のル ビアンが入居している[25][26]。
- マルクト スイーツデザインマーケット（MARKT SWEETS DESIGN MARKET）- 髙島屋との共同開発により誕生したスイーツ専門店。店名にあるマルクトはドイツ語で市場の意味。1点からの購入が可能なセルフサービスの導入や、包装の簡素化、オペレーションの省力化などにより、値段を安く抑える販売戦略を取っていた。また、オープン直前には商品開発のための意見収集も兼ねた試食会が開かれていた[9][27][28]。2020年現在、閉店している[29]。
- メンヒェングラードバッハ（mönchengladbach）- 大丸松坂屋百貨店との共同開発により誕生したヨーロッパ伝統菓子の専門店。店名はドイツ・ライン川西方にある都市の名前で、開発にはエーデルワイスと技術提携するハイネマンでの研修経験のあるスタッフが携わっていた[10][30]。大丸3店、松坂屋1店の計4店舗を展開していたが[31][32][33]、2016年2月に大丸梅田店での閉店をもってブランドが終了した[34]。

## 洋菓子コンテストにおける主な受賞歴
- 1986年 -  ワールドケーキフェア（グランプリ・世界洋菓子連盟会長賞受賞、作品名「夢のしらべ」）
- 1992年
  - 第5回全国洋菓子展示大品評会・東京（内閣総理大臣賞受賞、作品名「夢のファンタジー」）
  - 第1回世界の洋菓子コンクール出品（最優秀賞および優秀賞）
- 2001年 -  ジャパンケーキショー東京（味と技のピエスモンテ部門グランプリ・連合会会長賞）
- 2007年 -  第6回全国洋菓子技術コンテスト（第1位・農林水産大臣賞受賞）
- 2009年 -  世界パティスリー2009（当社から派遣された技術者を含む「日本チーム」が優勝）

## テレビ番組
- 日経スペシャル カンブリア宮殿 スイーツ一筋60年！　"洋菓子界の巨匠"波乱万丈の人生（2014年1月23日、テレビ東京）[35]

## 広告活動
地元・関西のラジオ局であるABCラジオでスポットCMを随時放送。平日早朝の生ワイド番組『おはようパーソナリティ道上洋三です』などで、定時ニュースのスポンサーに付くこともある。
エーデルワイスブランドを展開していた時期のCMでは、社名およびブランド名にちなんでミュージカル サウンド・オブ・ミュージックの挿入歌「エーデルワイス」の一節を歌った女声コーラスをBGMに用いていた。エーデルワイスのフランチャイズ撤退後は、アンテノールやヴィタメールのブランド名でCMを放送している。

## エーデルワイス ミュージアム
2009年6月から本部センター内に開設している予約制の有料展示施設。ヨーロッパの製菓に関する道具や洋菓子文化を物語る資料などを、約3,000点公開している。

## 書籍

### 関連書籍
- 『仕事魂』（著者:比屋根毅）（2006年6月8日、致知出版社）ISBN 9784884747473
- 『菓子ひとすじ わが心の自叙伝』（著者:比屋根毅）（2009年7月10日、神戸新聞総合出版センター）ISBN 9784343005304
- 『人生無一事 人生をつくる70の言葉』（著者:比屋根毅）（2016年9月1日、致知出版社）ISBN 9784800911223